# Красный Яр (Мелекесский район)
Красный Яр — исчезнувшая деревня Николо-Черемшанского района Ульяновской области РСФСР, существовавшая до 1955 года. Затоплено Куйбышевским водохранилищем. С 1956 года остатка деревни (Красноярский остров, ООПТ Ульяновской области «Остров „Борок“» — зоологический, комплексный памятник природы) на территории Мелекесского района.

## География
Деревня находилась в 4 км южнее села Никольское-на-Черемшане, в 30 км к юго-западу от районного центра г. Димитровград и в 63 км от Ульяновска, на берегу реки Черемшан (Черемшанский залив).

## История
Деревня предположительно была основана в начале XVIII века.
Прихожане деревни были приписаны к Казанско-Богородицкой церкви в Никольском-на-Черемшане.
На 1780 год деревня Красной Яр, помещиковых крестьян.
На 1859 год деревня Красный Яр (Красноярка) владельческих крестьян, при речке Черемшан, во 2-м стане, по левую сторону торгового тракта из г. Оренбурга в г. Симбирск.
На 1900 год в деревне Красный Яр имелось: школа грамотности, ветряная мельница.
На 1910 год в деревне имелось: школа грамотности, ветряная мельница.
В 1930-х гг. был создан колхоз «Красный Яр».
С устройством Куйбышевского водохранилища в 1955 году в село Прудищи (ныне с. Суходол) переселились жители деревни. А из остатка земли образовался Красноярский остров, омываемый рекой Большой Черемшан (Черемшанский залив).
Административно-территориальная принадлежность
В 1708 году деревня вошла в состав Синбирского уезда Казанской губернии.
С 1719 года в составе Синбирской провинции Астраханской губернии.
В 1728 году в составе Казанского уезда Казанской губернии.
С 1780 года деревня в составе Ставропольского уезда Симбирского наместничества.
С 1796 года в составе Ставропольского уезда Симбирской губернии.
С 1851 года в составе 2-го стана Ставропольского уезда Самарской губернии.
С 1860 года в составе Черемшанской волости Ставропольского уезда Самарской губернии.
С 1919 года, ввиду разукрупнения Ставропольского уезда, вошла в состав новообразованного Мелекесского уезда.
С 25 февраля 1924 года в составе Черемшанского сельсовета Мелекесского уезда Самарской губернии.
6 января 1926 года — в Мелекесском уезде Ульяновской губернии.
В 1928—1929 и 1935—1956 годах село входило в состав Николо-Черемшанского района. В 1929—1935 годах — Сенгилеевского района.
С 14 мая 1928 году — Ульяновского округа Средне-Волжской области.
С 29 октября 1929 года — Средне-Волжского края, с 30 июля 1930 года — Куйбышевского края и с 1936 года — Куйбышевской области.
С 19 января 1943 года в составе Ульяновской области.
7 июля 1953 года, ввиду предстоящего затопления Куйбышевским водохранилищем, Черемшанский сельсовет был упразднён.
2 ноября 1956 года Николо-Черемшанский район был упразднён, а его территория вошла в состав Мелекесского района Ульяновской области.

## Население
- На 1780 год в деревне жило 89 (рев. душ)[9];
- На 1859 год — в 65 дворах жило: 196 муж. и 216 жен.[5];
- На 1889 год — в 90 дворах жило: 590 жителя[10];
- На 1900 год — в 113 дворах жило: 254 муж. и 288 жен. (542)[6];
- На 1910 год — в 127 дворах жило: 331 муж. и 343 жен.[7];